# Karmelitermarkt

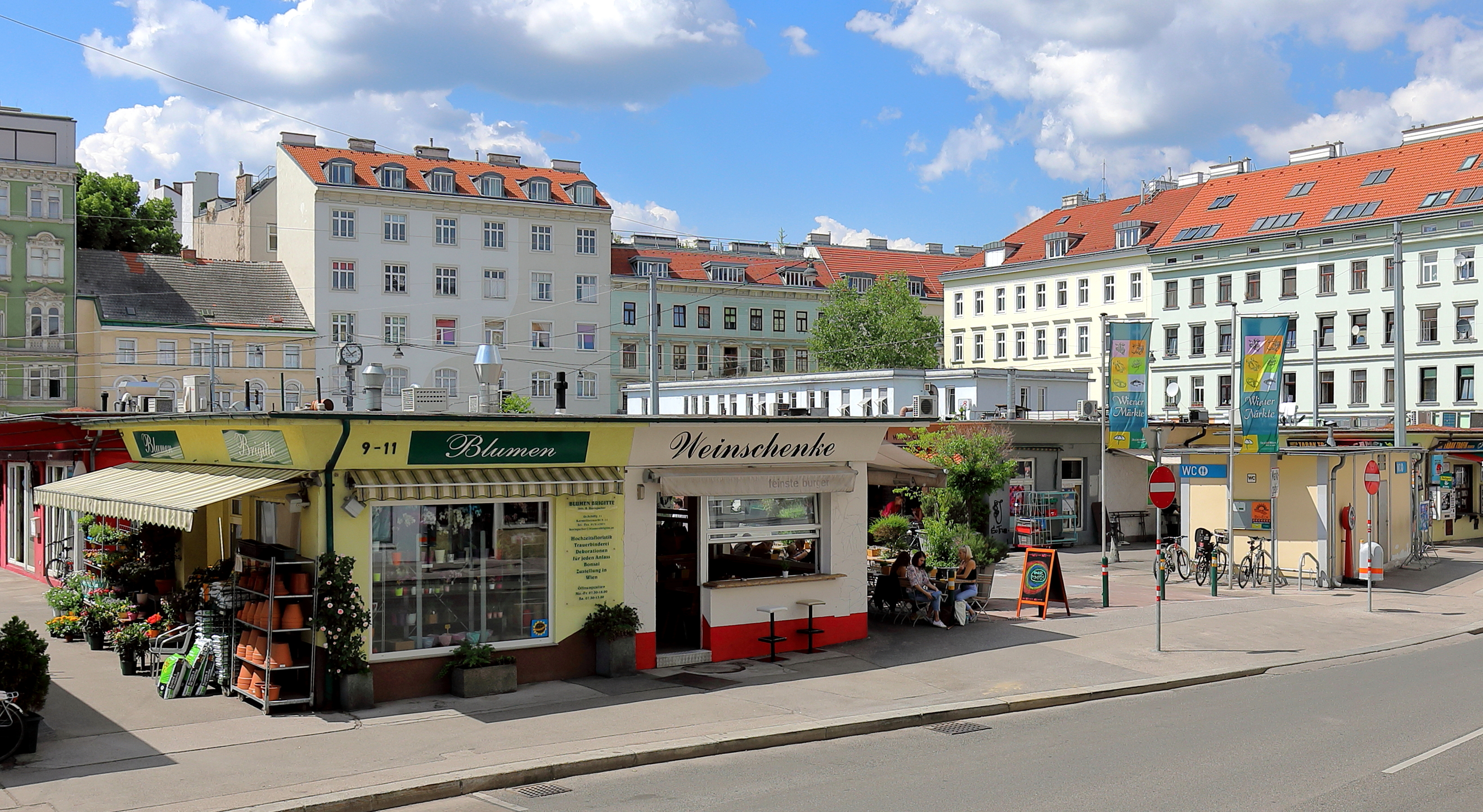
Der Nordostbereich des Karmelitermarktes

Der Karmelitermarkt ist ein Markt in Wien-Leopoldstadt, der offiziell seit 1891 besteht. Er befindet sich im Karmeliterviertel und wird von Leopoldsgasse, Haidgasse, Krummbaumgasse und „Im Werd“ begrenzt.

## Geschichte

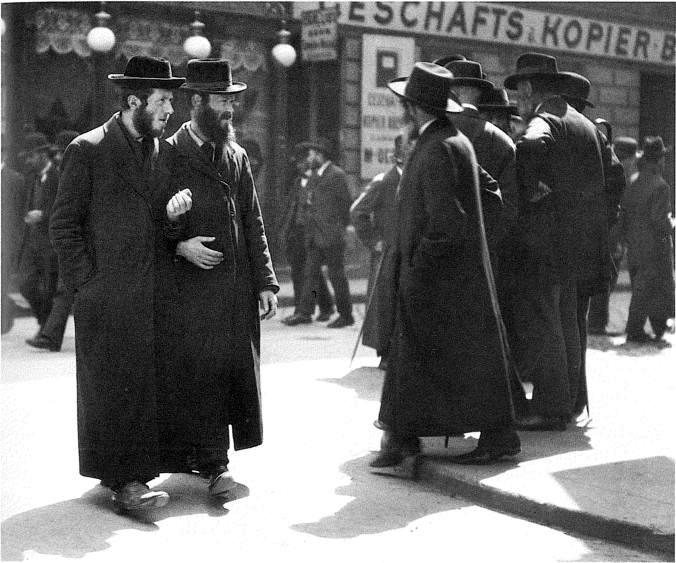
Orthodoxe Juden am Karmeliterplatz, 1915

Nach der von Kaiser Leopold I. beschlossenen Austreibung von Juden 1670 überlegte man sich einen Weg, neue Bewohner anzuziehen. Fast ein ganzes Jahr stand das Gebiet, auf dem sich heute die Leopoldstadt befindet, leer. Der Magistrat bat nach einiger Zeit den Kaiser um Abhilfe. Dieser schuf darauf den Markt vor der Karmeliterkirche (am heutigen Karmeliterplatz), der erstmals am 15. Oktober 1671 gehalten wurde. Bis 1888 bestand dieser. In der Zeit darauf übersiedelten die Standbesitzer in die nahegelegene Karmelitergasse. Seit 1910 befindet der Markt sich auf dem heutigen Platz zwischen den Straßenzügen Im Werd, Haid-, Leopolds- sowie Krummbaumgasse und hat eine Fläche von über 6.000 m².
Im Zweiten Weltkrieg wurde der Markt völlig zerstört, der Wiederaufbau folgte 1949. Der wieder errichtete Karmelitermarkt wurde in Blöcken aus Schüttbeton mit Hochofenschlacke und Zement erbaut. In der Zeit des Wiederaufbaus entstanden rund 110 neue Marktstände. Bundespräsident Theodor Körner hielt bei der Neueröffnung eine Rede, in der er den Obmann des Wiederaufbau-Komitees, Rudolf Segel, und den Architekten, Franz Suppinger, lobte.
Mitte der 1990er Jahre wurde unter dem Marktareal eine Tiefgarage errichtet, gleichzeitig der Markt modernisierend umgestaltet und am 1. März 1997 wieder eröffnet.

## Heute

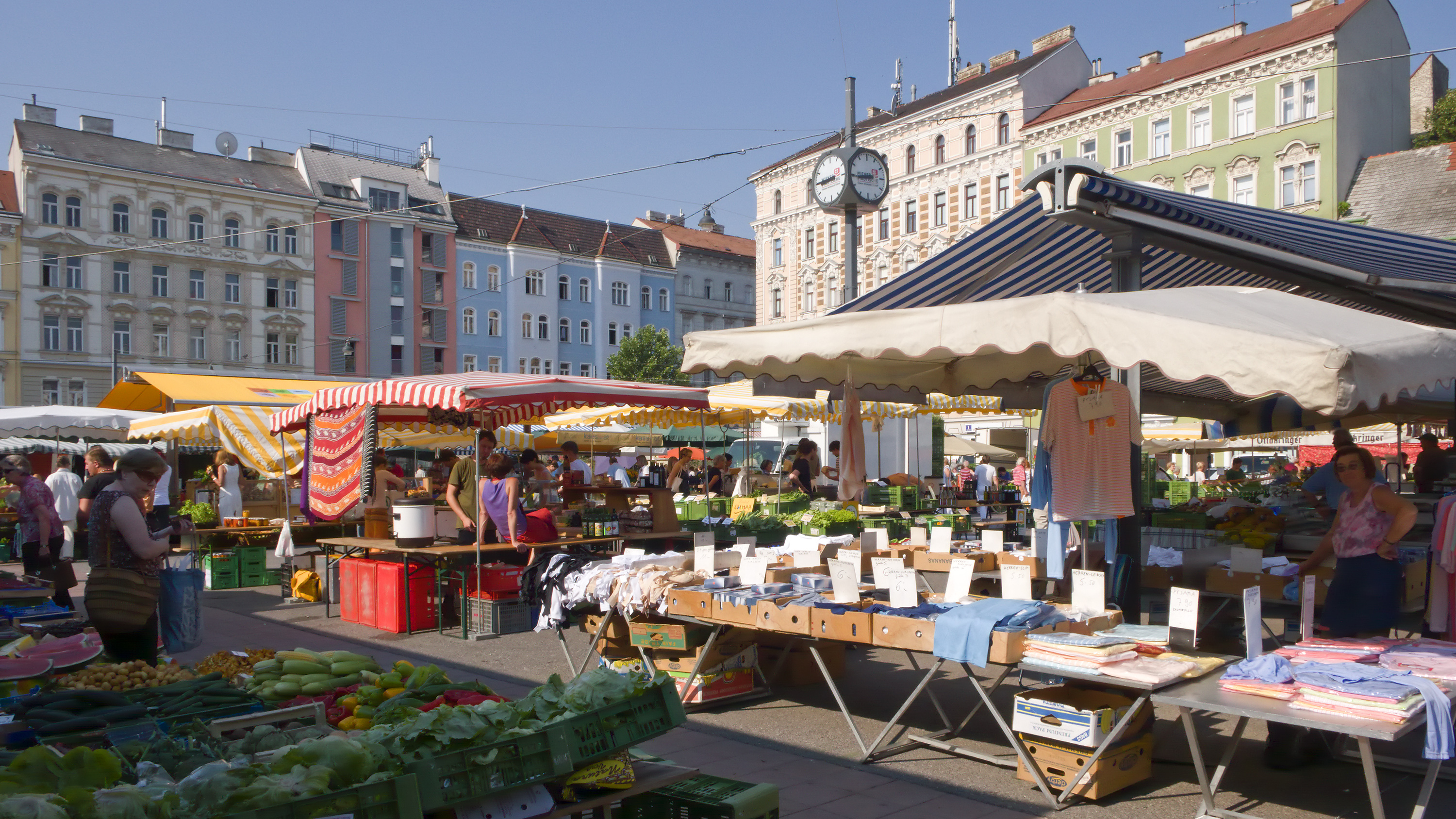
Karmelitermarkt

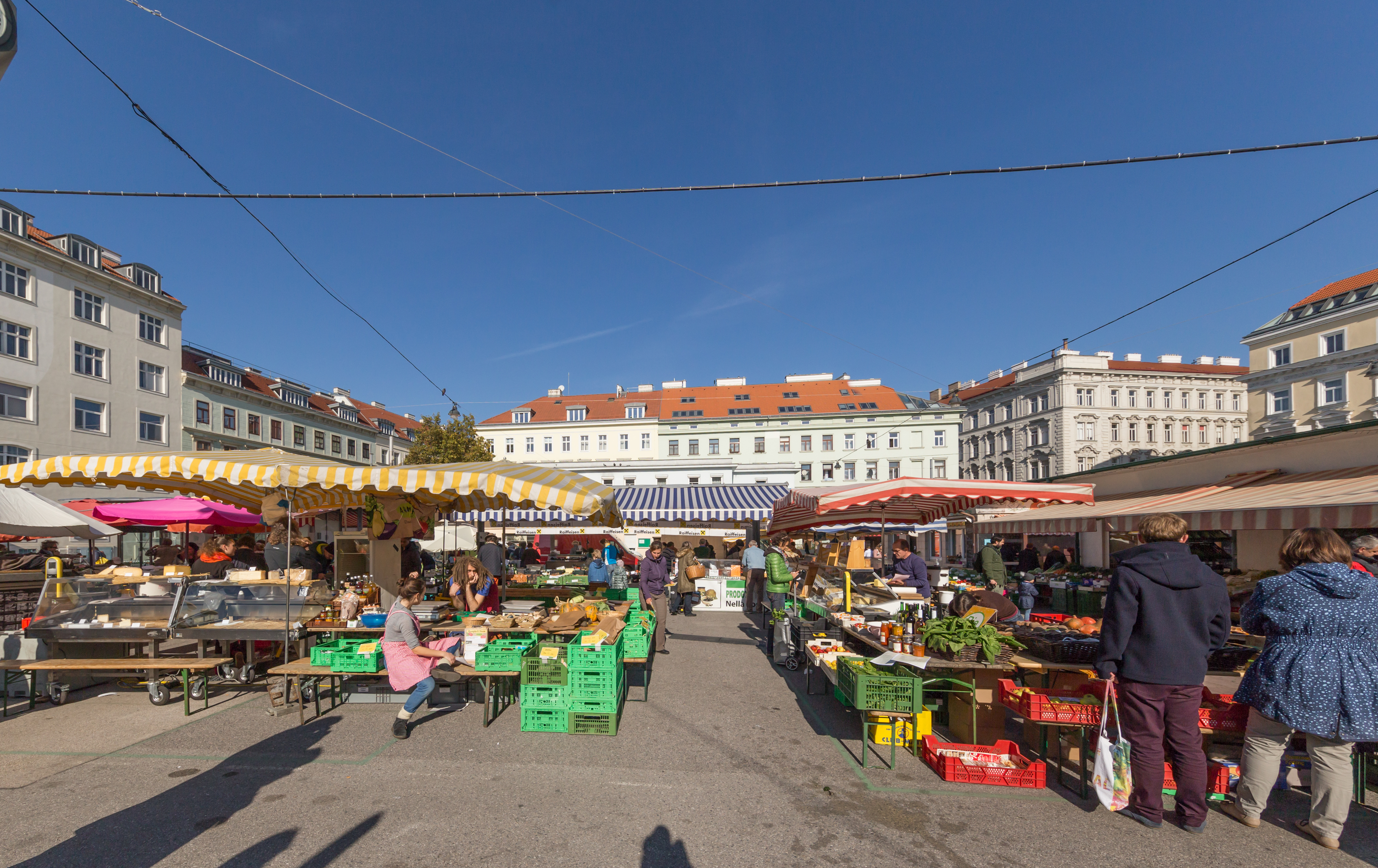
Blick in Richtung Nord

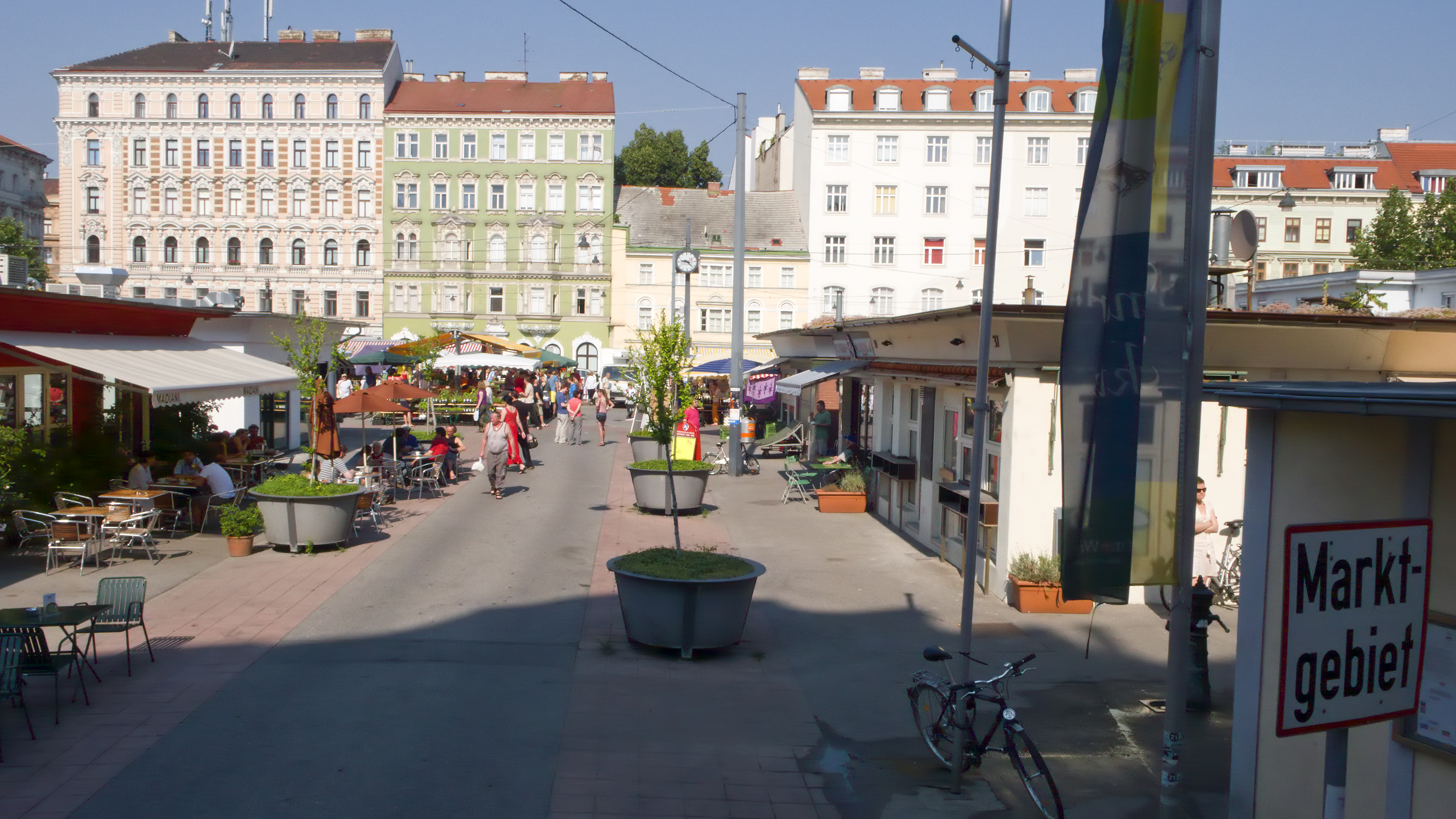
Blick in Richtung West

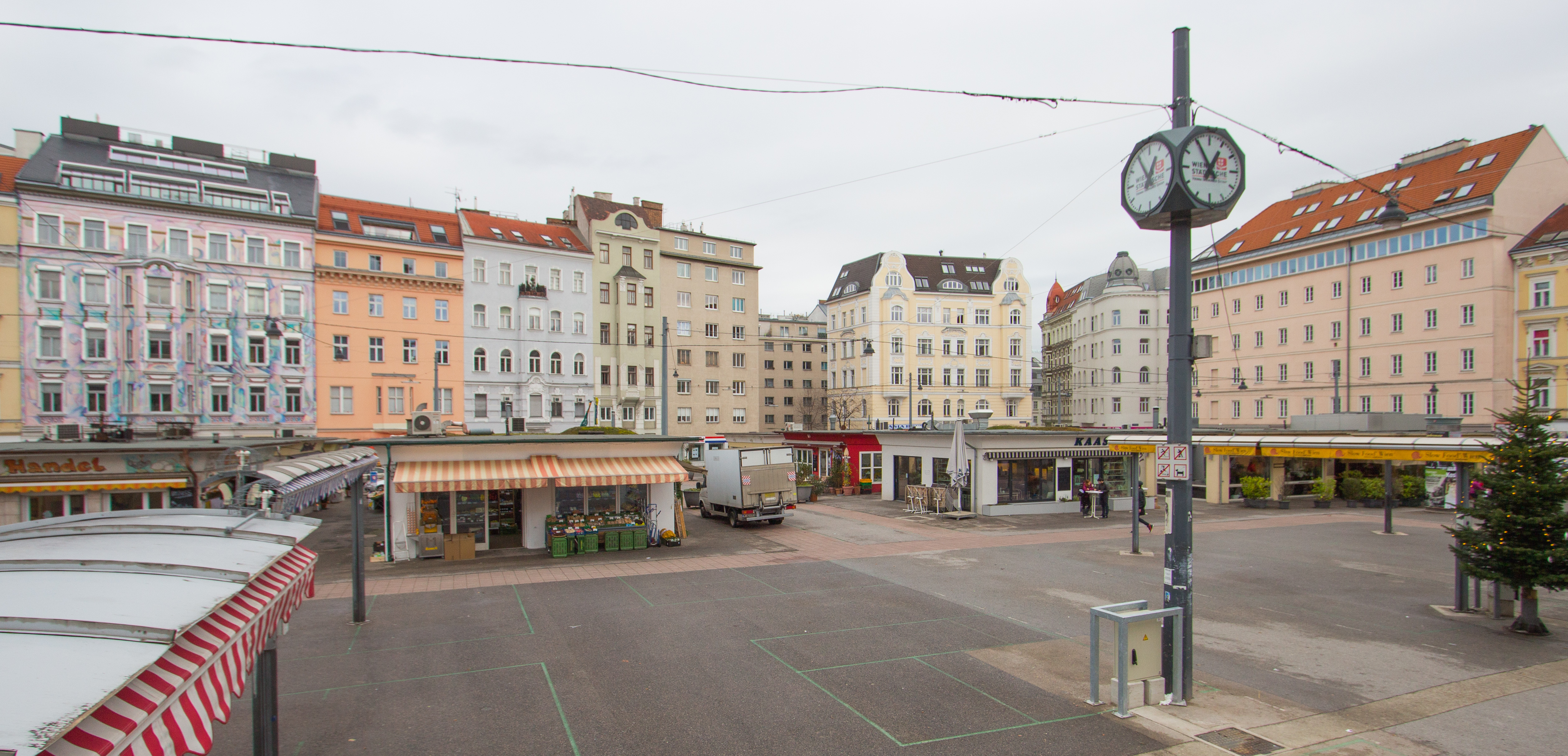
Bürgerhäuser um den Karmelitermarkt Richtung Osten

Heute gilt der Karmelitermarkt auch als Ort für kulturelle Veranstaltungen. So wurde der Karmelitermarkt 2001 für ein Projekt mit dem Namen „Unternehmen Capricorn“ als Präsentationsplatz für virtuelle Museen genutzt. Außerdem befindet sich das Wiener Kriminalmuseum in der Nähe des Marktes. Auch für die Krimiserie Trautmann wurde der Markt als Drehort verwendet.
Auf dem Marktplatz befinden sich neben Obst- und Gemüseständen auch ein islamischer Fleischer und ein Fischhändler. Manche der Gaststätten bieten unter anderem Spezialitäten aus Georgien und der Türkei an.
Der Wochenmarkt findet freitags, aber vor allem am vielbesuchten Samstag statt. Die Mehrzahl der Standler findet man dann vom frühen Morgen bis zu Mittag. Es sind dies zum Teil Händler, aber – und das ist das Besondere – vor allem bäuerliche Produzenten aus der Umgebung von Wien. Seit Sommer 2008 ist im Zentrum des Marktes am Samstagvormittag ein gesponserter Bereich für die Slow Food Initiative reserviert.
Über die Marktaktivitäten hinaus haben sich seit 2010 auch zwei Lokale angesiedelt, welche eher dem Bereich der In-Gastronomie mit einer neuen Besucherklientel zuzuordnen ist, deren Auftauchen aber von den traditionellen Marktbenutzern eher misstrauisch zur Kenntnis genommen wird.

## Name des Platzes
Die Fläche, auf der sich der Karmelitermarkt befindet, hieß im Volksmund „Marktplatz“, hatte aber keine amtliche Bezeichnung. Im Jahr 1914 wurde daher vorgeschlagen, den Platz nach einem verstorbenen Stadtrat in Karl-Meissl-Platz zu benennen. Da aber bereits eine Karl-Meißl-Straße im 20. Bezirk existierte, wurde dies abgelehnt. In der Folge wurde eine Benennung in Krasnikplatz angedacht, nach der für Österreich-Ungarn erfolgreichen Schlacht bei Kraśnik 1914. Weitere Vorschläge waren 1916 Niebauer-Platz (nach einem verstorbenen Bezirksvorsteher), Hindenburg-Platz (nach dem deutschen Feldmarschall) und Oppenbergerplatz (nach einem verstorbenen Stadtrat). Da alle diese Vorschläge abgelehnt wurden, blieb der Platz bis heute namenlos. (Der Karmeliterplatz befindet sich ca. 100 Meter südöstlich des Marktes und hat keinen Bezug zu diesem.)